# Anolis wampuensis
Anolis wampuensis es una especie de iguanios de la familia Dactyloidae.

## Distribución geográfica
Es endémica de Honduras.